# Dendrobium profusum
Dendrobium profusum är en orkidéart som beskrevs av Heinrich Gustav Reichenbach. Dendrobium profusum ingår i släktet Dendrobium, och familjen orkidéer.
Artens utbredningsområde är Filippinerna. Inga underarter finns listade i Catalogue of Life.